# Sergi Darder Moll
Sergi Darder (Artà, Mallorca, 22 desembre de 1993) és un futbolista mallorquí que juga com a migcampista, actualment al RCD Mallorca.
Després de jugar al planter del Reial Club Esportiu Espanyol (Reial Club Esportiu Espanyol B) va ser venut al Màlaga CF on va jugar en el primer equip abans que l'Olympique de Lió s'interessés en els seus serveis com a migcampista. Anys més tard ha tornat al club de la seva vida (Reial Club Esportiu Espanyol) on primer va tornar cedit i més tard comprat. Actualment és molt estimat per tota l'afició del seu club amb la qual té una gran relació. Molts aficionats i tècnics estan d'acord que és un dels jugadors més talentosos que ha passat per l'Espanyol.

## Trajectòria esportiva
Nascut i criat a Artà, Sergi va començar la seva carrera futbolística en clubs locals de les illes, a l'Artà i el Manacor, abans d'anar al RCD Espanyol el juny de 2007. Tot i que venia del planter, mai no va arribar a jugar al primer equip, i va fitxar per l'Atlético Malagueño, el filial del Màlaga CF, el 2012.
Després d'estar sempre present durant la seva primera temporada al Màlaga, va ser descobert pel recentment nomenat entrenador de l'equip, Bernd Schuster, qui el va ascendir al primer equip durant la pretemporada a l'estiu de 2013. Sergi va marcar dos cops durant la pretemporada, de manera destacada contra l'Aston Villa FC a Villa Park el 10 d'agost, en una derrota per 3−2.
El 14 d'agost de 2013, es va anunciar que Darder pujava al primer equip, conjuntament amb Fabrice Olinga i Samuel García Sánchez. Va fer el seu debut a La Liga tres dies després, en una derrota per 1−0 a fora contra el València CF.
El 4 de novembre de 2013 Darder va signar un contracte professional amb el Màlaga, fins al 2017. Va marcar el seu primer gol com a professional amb els andalusos el 31 de març de l'any següent, el de la victòria per 2–1 fora de casa contra el Reial Betis.

### Lió
El 30 d'agost de 2015, Darder va fitxar per l'Olympique de Lió amb un contracte de cinc anys, per 12 milions d'euros de traspàs. El seu debut a la Ligue 1 fou el 20 de setembre, quan va entrar com a substitut a mitja segona part en un empat 1–1 contra l'Olympique de Marsella.
Darder va marcar el seu segon gol en lliga la temporada 2015–16 de la Ligue 1 el 28 de febrer de 2016 que va servir per infligir la primera derrota al Paris Saint-Germain FC en 36 partits (2–1 a l'Stade de Gerland).

### Retorn a l'Espanyol
L'1 de setembre de 2017 el RCD Espanyol va aconseguir la cessió de Darder, per un any, amb opció de compra. El traspàs es va fer permanent el 5 de març de 2018 després que el jugador arribés al mínim de partits estipulat, i va signar un contracte per cinc anys efectiu a partir de l'1 de juliol.
El 25 d'agost de 2022, Darder va ampliar contracte amb l'Espanyol fins al 2026.

### RCD Mallorca
L'11 d'agost de 2023, després del descens de l'Espanyol, Darder va signar contracte amb el RCD Mallorca de primera divisió, per cinc anys. Hi va debutar un dia més tard, entrant com a substitut a la segona part.